# Маргаритасит
Маргаритасит — жёлтый, цезий-содержащий минерал карнотитовой группы; химическая формула —  (Cs,K,H3O)2(UO2)2V2O8·H2O, имеет моноклинную кристаллическую структуру, твёрдость по шкале Мооса — 2, плотность — 5,41 г/см3.
Впервые был описан в 1982 году на урановом месторождении Маргаритас (Margaritas), в районе Пенья Бланка муниципалитета Алдама, расположенного в мексиканском штате Чиуауа.